# Il romanzo di Kheops - Il testamento degli dei
Il testamento degli dei (La Loi du désert) è il secondo volume della trilogia Il romanzo di Kheops, scritta da Christian Jacq. Il libro è stato pubblicato in Francia nel 1993, e in Italia nel 1998.

## Trama
Ingiustamente accusato di aver ucciso il saggio Branir suo maestro, Pazair è costretto ai lavori forzati in una prigione situata in una zona sperduta a ovest dell'Egitto, dove gli è stato perlomeno concesso suo malgrado un trattamento favorevole. Per evadere, Pazair collabora con un vecchio apicoltore, che come lui vuole uscire dalla prigione: il suo piano consiste nel nascondersi in un carro trainato da buoi, diretto verso l'oasi l'ultimo giorno del mese, per poi scendere al primo uadi alla destra, risalire il canale fino ai piedi della collina, dove si trova un boschetto di palme, e camminare in direzione della valle, dove spesso si aggirano dei nomadi. Pazair segue il piano del vecchio, e alla fine viene fatto prigioniero dai beduini; per sua fortuna, Suti, già partito alla sua ricerca, riesce a rintracciarlo fino alla prigione e poi a raggiungere i beduini, tra i quali Pazair parla con il loro capo. Libero, il giovane giudice torna a casa, giusto in tempo per presenziare al funerale di Branir.
Nel frattempo, Nebamon tenta di sposare Neferet pur di fargli dimenticare Pazair, affermando di avere le prove capaci di scagionarlo; Kem raggiunge però il medico mentre questi seduceva Neferet e l'altro ammette di non conoscere l'assassino di Branir. Per continuare le indagini, Suti interroga la dama Tapeni, alla guida di un laboratorio tessile, e ottiene la sua collaborazione al costo di sposarla. Poco dopo, Kem viene però aggredito e catturato dai poliziotti di Mentmose, che lo accusa di essere l'assassino di Branir; Pazair protesta in quanto, nonostante il decano del porto abbia aiutato Mentmose, Kem è stato condannato in assenza dell'imputato, quindi egli è costretto a liberarlo e a preparare un processo per scagionarlo, anche perché ritiene che Mentmose sarebbe a conoscenza del nome di colui che ha calunniato il nubiano. E infatti, durante il processo, Mentmose afferma che la mente ideatrice è il generale Asher, mentre il falso testimone è il dentista Qadash; come conseguenza, Mentmose viene allontanato dal suo posto di capo della polizia con l'accusa di falsa testimonianza e infangamento della giustizia, e ironia della sorte viene sostituito da Kem, mentre il visir Bagey fa esiliare il decano e lo fa sostituire da Pazair. Nebamon, solo e col tumore vascolare in stato terminale, accoglie Neferet e, disprezzandosi per quello che ha fatto e per la sua invidia nei suoi confronti, prima di spirare confessa di non aver preso parte alle congiure, e di aver comprato le sue testimonianze con degli amuleti presi dal suo precedente intendente, già implicato nel traffico di tali oggetti.
Suti viene a sapere da Tapeni che a Elefantina vivono tre donne che sono (o erano) esperte in tessili, di cui una è la dama Nenofar; essendo ella la più degna ed esperta tra i pochissimi che adoperano l'ago che ha ucciso Branir, Suti suggerisce a Pazair di arrestarla. Afferma inoltre di voler uccidere il generale Asher, in quanto in grado di formare una classe dirigente di scribi e militari a lui devota; grazie all'appoggio del chimico Sheshi, il generale disporrà di armi indistruttibili con le quali potrà distruggere chiunque gli si opponga. Non contento delle truppe scelte, avendo bisogno anche dell'appoggio dei nobili e dei ceti abbienti, si è procurato il sostegno di Denes e della moglie Nenofar, i commercianti più facoltosi di Menfi, grazie alla cui ricchezza si comprerà l'omertà e la complicità di tutti. Quanto a Branir, i possibili colpevoli della sua morte sarebbero stati il decano del portico, Nebamon, Mentmose, e Nenofar, e i primi tre avrebbero scritto il messaggio trovato a fine primo libro; l'ex decano aveva però una condotta di magistrato debole ed era oppresso dai propri errori, Nebamon in punto di morte ha giurato di non essersi mai lasciato coinvolgere in alcun complotto, e il capo della polizia, noto per essere così scaltro e sicuro di sé, sembra essere stato raggirato. Denes viene raggiunto e interrogato, e nel suo podere vengono trovati centinaia di amuleti di lapislazzuli, venduti a peso d'oro in Libia e in Asia; viene scoperto anche un enorme scarabeo in oro massiccio, un oggetto degno di un re, a cui è stata saccheggiata la tomba come comprendono i protagonisti. Denes confessa anche di aver assunto l'ex intendente di Qadash, ora in carcere con l'accusa di traffico di amuleti, ma il dentista afferma che né lui né Denes ne erano al corrente. Dopo che Kani viene nominato gran sacerdote di Karnak, Pazair accetta anche di indagare nel tempio di Koptos nella speranza di scoprire la fonte del ferro celeste consegnato al chimico Sheshi: gli esperti dei metalli rari sono alle dipendenze del superiore del tempio, il quale fu lui stesso minatore e poi poliziotto del deserto; se si include la frode, si dovrebbe indagare tra minatori e cercatori, per cui Pazair intende intrufolarsi tra di loro. Intanto, Kem indaga nelle migliori officine di amuleti di Menfi, ma con scarsi risultati; in compenso, raggiunge e interroga quattro uomini, il cui più anziano, che ha in mano un nastro d'Iside in lapislazzuli, confessa di essere un ladro pagato dal chimico Sheshi. Ormai è chiaro che Qadash, Denes e Sheshi, quest'ultimo servitore di Asher, sono amici, e insieme a Nenofar anche cospiratori; a loro insaputa, la cospirazione include anche Hattusa, con la quale Denes tenta di boicottare il traffico di merci a Tebe, e l'inghiottitore di ombre, che tenta più volte di attaccare e mettere fuori gioco Pazair.
Ma nel frattempo, Suti viene accusato di diserzione, oltraggio a un ufficiale superiore e delazione calunniosa, e inoltre ha omesso di compilare documenti che lo avrebbero esonerato da qualsiasi obbligo, e con il termine legale ormai scaduto, lo aspetta un campo di lavoro forzato in Asia; il giovane tenente ormai decaduto deve quindi partire per il deserto, anche se ciò vuol dire rinunciare a Pantera. Pazair ha però un'idea: col consenso di Kem, da quindici giorni (quindi prima delle accuse del generale) Suti è arruolato nelle forze di polizia del deserto, e al giovane sarà versato il denaro che gli spetta; per comunicarsi, Pazair e Suti useranno quindi l'asino Vento del Nord, anche perché, per assumere il comando della polizia del deserto, Asher avrà di certo infiltrato delle spie o magari comprato qualcuno, di sicuro tra i minatori. Suti viene così ammesso tra la polizia del deserto e incluso in una spedizione comandata dallo spietato Efraim, con il quale coltiva un pessimo rapporto in quanto l'altro lo considera una spia. L'efferata crudeltà di Efraim porta alla decimazione della propria spedizione a forza di lavori estremamente pericolosi, al che rimangono solo Suti e altri due compagni. Dopo aver udito che Efraim e Asher sono in combutta, Suti tenta di fuggire, ma viene raggiunto e catturato da un poliziotto che lavora al servizio di Asher. Cade così in balia del trio, che attraverserà Elefantina e il deserto orientale per raggiungere il libico Adafi, in un viaggio dove la sopravvivenza di Suti è improbabile; la stessa notte Pantera soccorre però l'amante uccidendo il poliziotto e nascondendone il cadavere. Rimessosi in sesto, Suti e Pantera stanano Efraim e Asher, che si trovano in una caverna, e li attaccano usando un vespaio: Efraim muore per le punture, mentre Asher esce dalla grotta e viene affrontato da Suti, che lo costringe ad ammettere di aver ucciso il soldato del libro precedente perché lo avrebbe denunciato, prima di ucciderlo col suo arco. Subito lui e Pantera prendono possesso della caverna, all'interno della quale si trova un carro e l'oro usato come pagamento per i due cospiratori, e solo dopo un breve soggiorno si rimettono in viaggio verso casa.
I rapporti tra i cospiratori intanto si incrinano. Hattusa esige da Denes il ferro celeste che le spetta entro la sera del giorno dopo; scaduto il termine, col debito non pagato, la principessa ittita da alle fiamme il laboratorio clandestino di Sheshi, uscendone gravemente ustionata e con Sheshi e Denes che riescono a fuggire. Qadash è proclamato futuro medico in capo del regno, ma la sua nomina dura poco, perché viene fuori che poco prima egli si è ubriacato e ha stuprato una serva di Sababu, e al processo viene pertanto accusato di stupro, arrestato e condannato a morte. D'un tratto, Pazair riceve la lettera di amnistia generale firmata dal Faraone in persona; estremamente deluso, si prepara a lasciare Menfi insieme a Neferet, ma mentre stanno per partire vengono a sapere che Qadash e i suoi amanti sono morti, avvelenati per mano dell'inghiottitore di ombre. Neferet viene così nominata medico in capo, mentre Suti e Pantera riescono a raggiungere Pazair, raccontandogli le loro vicende.
Poco dopo, il giudice viene obbligato a raggiungere la Casa della Vita di Eliopoli, dove il Calvo lo conduce al Faraone; di fronte a lui, Pazair rigetta l'amnistia generale, ritenendola completamente ingiusta, Ammirato dalla sua incorruttibilità, Ramses parla in privato con lui, e gli spiega che il suo regno è in grave pericolo, come testimoniano numerosi segni, tra cui una piena sfavorevole seguita da una disastrosa, una iena che si abbevera al fiume, e piogge nel Delta; per salvare l'Egitto, il Faraone Ramses deve indire una festa di rigenerazione, che avverrà tra meno di un anno, altrimenti il nemico avrà gioco facile a prendere il potere. Il problema è che la piramide di Cheope contenente le sacre insegne della legalità, che conferivano legittimità al regno del Faraone, è ora stata violata dai cinque congiurati che hanno ucciso i veterani e rubato i tesori più importanti. L'accetta di ferro celeste è ora in mano al grande sacerdote di Ptah a Menfi, mentre gli amuleti di lapislazzuli e lo scarabeo d'oro sono a Karnak, custoditi dal gran sacerdote Kani. I saccheggiatori hanno strappato a Cheope anche la maschera d'oro e la collana, ma quello che ha realmente valore è il testamento degli dei, un pezzo unico che viene tramandato di faraone in faraone e che va mostrato alla cerimonia di rigenerazione. Fiducioso nel fatto che riuscirà a sgominare la cospirazione, il Faraone nomina Pazair nuovo visir il mattino dopo, affiancato dall'ora ex-visir Bagey e da Bel-Tran, quest'ultimo nominato direttore della Doppia Casa bianca e quindi responsabile dell'economia egiziana.
Le indagini proseguono: nel sottopassaggio che collega la sfinge alla camera bassa della grande piramide vengono trovate tracce di olio di pietra, illegale in Egitto e usufruito da Sheshi, il quale si nasconde ora da Denes. Quella stessa notte, però, Hattusa si intrufola di nuovo nel laboratorio del chimico e dopo averlo di nuovo dato alle fiamme riesce stavolta a ucciderli; arrestata, l'ittita viene rimandata dai suoi genitori in patria. Nenofar viene invece dichiarata innocente, anche perché ignara che suo marito voleva eliminarla, conscio del suo squilibrio mentale sempre crescente, e lascia così Menfi per trasferirsi dai suoi genitori. Suti propone intanto di fuggire con Pazair con il tesoro trafugato da Asher, ma il nuovo visir rifiuta e se ne va. Il giovane soldato e la sua spasimante Pantera si preparano quindi a partire da soli, ma d'un tratto vengono arrestati da alcuni poliziotti mandati da Tapeni, che accusa il giovane di adulterio in quanto ella era stata la di lui moglie precedente; Pantera viene espulsa e obbligata a lasciare per sempre l'Egitto, mentre Suti è condannato a un anno di detenzione seguito da lavori forzati al servizio della donna vilipesa.
Viene poi fuori che anche Bel-Tran è sospettato di affari illeciti, perché avrebbe infatti brevemente abrogato il divieto di sfruttamento di petrolio/olio di pietra in una zona del Deserto occidentale e poi autorizzato una transazione commerciale con il consenso di Sheshi; essendo quest'ultimo un criminale, Pazair confida che Bel-Tran sia stato fuorviato. Invece il siriano afferma che Qadash, Sheshi e Denes erano suoi servitori, che ha appoggiato Pazair soltanto per contrastare le sciocche ambizioni di Denes, e che voleva dirigere lui la Doppia Casa Bianca e controllare in tal modo le finanze del paese; tale carica, primo passo per il posto da visir, era agognata siriano, stimato dall'intera amministrazione e dalla corte. Bel-Tran rivela anche di possedere il testamento degli dei, e che gli oggetti d'oro sottratti alla piramide, ovvero la maschera e la collana, sono già stati fusi in lingotti d'oro, che usa per corrompere chi vuole. Sicuro della sua superiorità, il siriano impone ora a Pazair la scelta di servirlo o continuare a opporsi a lui e perdere tutto; Pazair sceglie di sfidarlo, al che Bel-Tran giura di completare la sua opera di distruzione delle tradizioni in Egitto, cambiandolo in un paese dove conta solo il profitto.
Ormai restano nove mesi per Pazair e il Faraone, scaduti i quali la cospirazione guidata da Bel-Tran trasformerà per sempre l'Egitto a meno che il testamento degli dei non venga recuperato. Intanto, Pantera ha giurato vendetta e si è messa in viaggio per raggiungere e salvare Suti.

## Personaggi
- Pazair: protagonista della serie, divenuto abile giudice di Menfi grazie alla sua rettitudine nonostante le insidie contro le quali ancora lotta. Inizia il secondo libro ai lavori forzati, ma riesce a uscire di prigione.
- Ramses II: il Faraone d'Egitto, nominato come Ramses il Grande. È vicino alla sua festa della rigenerazione, ma scoprirà che il suo testamento degli dei è stato rubato e trafugato.
- Neferet: abile medico, allieva del defunto saggio Branir e moglie di Pazair.
- Suti: affascinante e coraggioso guerriero, grande amico e fratello di sangue di Pazair e allegrone del suo villaggio. Diventato tenente nell'episodio precedente, combatte contro il generale Asher in quanto lo considera un traditore.
- Kem: è poliziotto nubiano, che va sempre in giro con il suo babbuino Uccisore.
- Bel-Train: un ambizioso e abile finanziere, vive con la moglie Silkis, una donna grassa che si sottomette volentieri al marito.
- Nebamon: un medico sessantenne ma sempre affascinante e un gran donnaiolo. Prova invidia verso Neferet, divenuta medico in capo al suo posto, e all'inizio del libro tenterà di sedurla pur di farle dimenticare Pazair.
- Qadash: un dentista di origini libiche, sessantenne, alto e dalla capigliatura bianca. Dopo aver perso il suo podere, si dedicherà a festicciole di fertilità, che nasconde come copertura per la sua amicizia e cospirazione con Sheshi e Denes, e ambisce a diventare medico in capo.
- Kani: ex ortolano e mandriano, ora sommo sacerdote del tempio di Karnak, è alleato prezioso del suo salvatore Pazair.
- Denes: è un trasportatore e padrone di un magazzino, e amico di Sheshi e Qadash, con i quali cospira insieme alla moglie Nenofar.
- Nenofar: moglie di Denes, alta e imponente. Cospira insieme al marito e ai di lui amici Sheshi e Qadash, ma ignora che il proprio marito intenda ucciderla, stufo della sua arroganza e conscio di uno squilibrio mentale sempre crescente.
- Sheshi: un chimico beduino di origine siriana, amico di Denes e Qadash e dunque uno dei cospiratori.
- Mentmose: capo della polizia di Menfi, dalla reputazione apparentemente notevole.
- Asher: generale egiziano, noto per la sua spietatezza e già in conflitto con Suti, da lui considerato un traditore.
- Bagey: anziano visir dell'Egitto, cederà il suo posto a Pazair.
- Hattusa: capo dell'harem di Tebe, è stata moglie di Ramses, come narrato ne Il romanzo di Ramses - L'ultimo nemico, ma è estremamente impopolare e spesso accusata di stregoneria.
- Tapeni: una signora benestante, minuta ma seducente e vivace. Diventa moglie di Suti, ignara che questi ha scelto Pantera come sua compagna; saputo dell'adulterio, la donna si vendica facendo arrestare la coppia.
- Adafi: un capo libico, si atteggia come profeta di un dio vendicatore, ed è sostenuto da due principi asiatici e dai beduini.
- Pantera: una libica estremamente attraente, dai capelli biondi e gli occhi di brace. Nonostante disprezzi l'Egitto in quanto artefice delle umiliazioni del suo popolo, ha instaurato con Suti un rapporto amoroso, e lo salverà da vari pericoli nel deserto.
- Efraim: un generale di origine ittita, un colosso rustico, dall'aspetto di un orso e noto per la sua spietatezza. Suti parteciperà alla sua spedizione, sottoponendosi a lavori pericolosi, e finirà per scoprire che l'ittita e Asher sono in combutta.

## Edizioni
- Christian Jacq, Il romanzo di Kheops - Il testamento degli dei, traduzione di Patricia Chendi, Mantova, Mondadori, 1998,  p. 373, ISBN 978-8804452850.

- Christian Jacq, Il romanzo di Kheops - Il testamento degli dei, traduzione di Patricia Chendi, Oscar Best Sellers, Mantova, Mondadori, 20 luglio 1999,  p. 391, ISBN 978-8804468875.